# Jan Pawłowicz (entomolog)

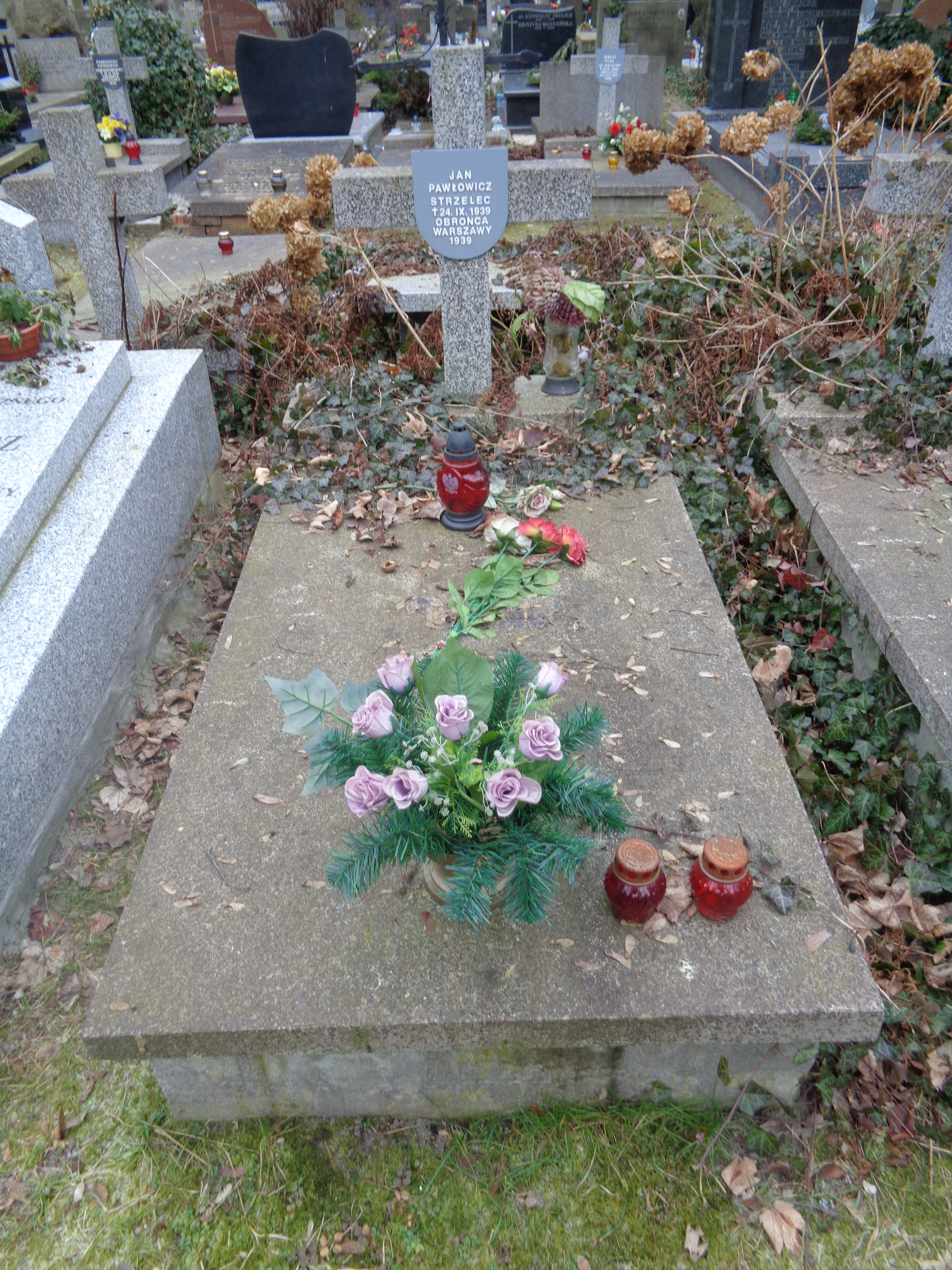
Grób Jana Pawłowicza na cmentarzu wojskowym na Powązkach

Jan Witold Pawłowicz (ur. 7 września 1910 w Goździku, zm. 24 września 1939 w Wilanowie) – polski entomolog leśny.

## Życiorys
Syn Kazimierza Pawłowicza i Zofii z Borkowskich. Jego ojciec był urzędnikiem kolejowym, który po wybuchu I wojny światowej został ewakuowany razem z rodziną w głąb Rosji, początkowo do Moskwy, a następnie do Barnauł. W 1919 Kazimierz Pawłowicz zaginął, trzy lata później wdowa po nim wraz z dziećmi wróciła w rodzinne strony. Jan Pawłowicz ukończył w 1929 Państwowe Gimnazjum Matematyczno-Przyrodnicze im. Hetmana Stanisława Żółkiewskiego w Siedlcach, a następnie rozpoczął studia na Wydziale Leśnym Szkoły Głównej Gospodarstwa Wiejskiego pod kierunkiem Zygmunta Mokrzeckiego. Jako specjalizację wybrał entomologię leśną, praktykował w Puszczy Białowieskiej i w Stacji Ochrony Roślin Towarzystwa Ogrodniczego Warszawskiego w Morach. W grudniu 1934 przedstawił pracę dyplomową „Spostrzeżenia nad pasożytami trzech gatunków motyli leśnych Porthetria dispar L., Malacosma neustria L., Stilpnotia salicis L. (Lepidoptera), w związku z metodami biologicznego zwalczania owadów” i uzyskał tytuł inżyniera leśnika, za wysoki poziom pracy dyplomowej otrzymał medal. Następnie pozostał na uczelni jako pracownik naukowy, otrzymał stanowisko młodszego asystenta (w późniejszym czasie starszego asystenta) w Katedrze Entomologii i Ochrony Lasu SGGW. Działał w Związku Stowarzyszeń Asystentów Państwowych Szkół Akademickich Rzeczypospolitej Polskiej, gdzie był sekretarzem Prezydium Związku w kadencji 1938/1940 oraz prezesem Zarządu Stowarzyszenia Asystentów SGGW. Od 1934 należał do Polskiego Związku Entomologicznego, a od 1937 do Polskiego Towarzystwa Zoologicznego. Rozpoczęcie II wojny światowej uniemożliwiło mu obronę przygotowanej pracy doktorskiej „Studia nad rączycami (Diptera, Tachinariae) lasów tatrzańskich i terenów sąsiednich”. W pierwszych dniach kampanii wrześniowej wstąpił ochotniczo do 36 pułku piechoty Legii Akademickiej, poległ podczas obrony Warszawy 24 września 1939 w okolicach Wilanowa. 
Spoczywa na Cmentarzu Wojskowym na Powązkach w kwaterze Żołnierzy Września 1939 (kwatera A17-6-21). 

## Badania naukowe
Badania Jana Pawłowicza dotyczyły owadów pasożytniczych m.in. błonkówek i muchówek oraz wnikliwe studia nad występowaniem rączyc w rezerwatach przyrody. Podczas pobytu w Tatrach w 1935 i 1936 zebrał 73 gatunki rączyc, z czego 36 gatunków zostało po raz pierwszy wykazanych jako występujące w Tatrach. Ponadto interesował się chorobami owadów oraz występowaniem korników w Puszczy Białowieskiej i w Tatrach.